# Dan Swartz
Daniel S. "Dan" Swartz (Owingsville, Kentucky, 23 de diciembre de 1931-Mount Sterling, Kentucky, 3 de abril de 1997) fue un jugador de baloncesto estadounidense que disputó una temporada en la NBA, además de jugar previamente en la NIBL y la ABL. Con 1,96 metros de estatura, jugaba en la posición de alero.

## Trayectoria deportiva

### Universidad
Jugó un año con los Wildcats de la Universidad de Kentucky, para posteriormente ser transferido a los Eagles de la Universidad Estatal de Morehead, promediando en total 27,4 puntos por partido. En sus dos últimas temporadas fue incluido en el mejor quinteto de la Ohio Valley Conference.

### Profesional
Fue elegido en la trigésima posición del Draft de la NBA de 1956 por Boston Celtics, pero al no encontrar hueco en el equipo jugó durante varios años en ligas menores y en la ABL, donde en 1962 fue elegido en el mejor quinteto del campeonato, tras promediar 24,8 puntos y 9,0 rebotes por partido, acabando tercero en la clasificación de máximos anotadores, solo superado por Connie Hawkins y Dick Barnett.
Tras desaparecer la liga, en 1962 ficha por fin con los Celtics, donde jugó una temporada como suplente de John Havlicek, promediando 4,5 puntos y 2,3 rebotes por partido, y ganando el anillo de campeón tras derrotar en las Finales a Los Angeles Lakers por 4-2. Al término de la temporada fue despedido, retirándose definitivamente.

## Estadísticas de su carrera en la NBA

### Temporada regular
| Temporada | Edad | Equipo         | Liga | P  | TIT | MIN | TC  | TCA | %TC  | 3P | 3PA | %3P | TL  | TLA | %TL  | R.OF. | R.DEF. | REB | ASIS | ROB | TAP | PER | FP  | PTS |
| 1962-63   | 28   | Boston Celtics | NBA  | 39 |     | 8.6 | 1.5 | 3.8 | .380 |    |     |     | 1.6 | 1.8 | .847 |       |        | 2.3 | 0.5  |     |     |     | 2.4 | 4.5 |
| Total     |      |                | NBA  | 39 |     | 8.6 | 1.5 | 3.8 | .380 |    |     |     | 1.6 | 1.8 | .847 |       |        | 2.3 | 0.5  |     |     |     | 2.4 | 4.5 |

### Playoffs
| Temporada | Edad | Equipo         | Liga | P | MIN | TCA | TC | 3PA | 3P | TLA | TL | R.OF. | REB | ASIS | ROB | TAP | PER | FP | PTS | %TC | %3P | %FT | MIN | PTS | REB | AST |
| 1962-63   | 28   | Boston Celtics | NBA  | 1 | 4   | 0   | 0  |     |    | 0   | 0  |       | 0   | 0    |     |     |     | 0  | 0   |     |     |     | 4.0 | 0.0 | 0.0 | 0.0 |
| Total     |      |                | NBA  | 1 | 4   | 0   | 0  |     |    | 0   | 0  |       | 0   | 0    |     |     |     | 0  | 0   |     |     |     | 4.0 | 0.0 | 0.0 | 0.0 |

## Fallecimiento
Swartz falleció el 3 de abril de 1997 en el Hospital Mary Chiles de Mount Sterling, Kentucky, víctima de un ataque al corazón.